# جوزيف بوبا
جوزيف بوبا هو سياسي أمريكي، ولد في 28 فبراير 1938 في باترسون في الولايات المتحدة. نشط حزبياً في الحزب الجمهوري. وقد انتخب عضو مجلس ولاية نيوجيرسي ‏.